# Portugal i olympiska sommarspelen 2000
Portugal deltog i de olympiska sommarspelen 2000 med en trupp bestående av 62 deltagare och de tog totalt två medaljer.

## Medaljer

### Brons
- Fernanda Ribeiro - Friidrott, 10 000 m
- Nuno Delgado - Judo, lätt medelvikt 81 kg

## Badminton
Herrsingel
- Marco Vasconcelos
  - 32-delsfinal — Bertrand Gallet (FRA) (→ förlorade med 15-7, 15-9 – gick inte vidare)

## Bågskytte
Herrarnas individuella
- Nuno Pombo
  - Rankningsomgång — 572 poäng (→ 59:a)

| Omgång | 1:a halvan | 2:a halvan | Totalt |
| ------ | ---------- | ---------- | ------ |
| Poäng  | 293        | 279        | 572    |
- - Elimineringsomgång — 146 poäng (→ 60:a)
    - 32-delsfinal — Magnus Petersson (SWE) (→ förlorade med 165-146, gick inte vidare)

## Cykling
Landsväg
Herrarnas tempolopp
- Vitor Gamito
  - Final — 1:03:16 (→ 35:a)

Herrarnas linjelopp
- Bruno Castanheira
  - Final — fullföljde inte
- José Azevedo
  - Final — fullföljde inte
- Orlando Rodrigues
  - Final — fullföljde inte
- Vitor Gamito
  - Final — fullföljde inte

## Friidrott
Herrarnas 800 meter
- João Pires
  - Omgång 1 (heat 5) — 1:47.61 (→ 5:e, gick inte vidare)

Herrarnas 1 500 meter
- Rui Silva
  - Omgång 1 (heat 3) — 3:41.93 (→ 13:e, gick inte vidare)

Herrarnas 5 000 meter
- Helder Ornelas
  - Omgång 1 (heat 1) — 14:29.01 (→ 17:e, gick inte vidare)

Herrarnas 10 000 meter
- José Ramos
  - Omgång 1 (heat 2) — 27:56.30 (→ 10:a, gick vidare som andra snabbaste förlorare)
  - Final — 28:07.43 (→ 14:e)

Herrarnas maraton
- António Pinto
  - Final — 2:15:17 (→ 11:a)
- Domingos Castro
  - Final — 2:16:52 (→ 18:e)
- Luís Novo
  - Final — 2:23:04 (→ 50:e)

Herrarnas 20 kilometer gång
- João Vieira
  - Final — startade inte

Herrarnas 50 kilometer gång
- Pedro Martins
  - Final — 4:08:13 (→ 33:a)

Herrarnas 400 meter häck
- Pedro Rodrigues
  - Omgång 1 (heat 6) — 49.90 (→ 4:a, gick vidare som femte snabbaste förlorare)
  - Semifinal 1 — 49.48 (→ 7:e, gick inte vidare)

Herrarnas 3 000 meter hinder
- Manuel Silva
  - Omgång 1 (heat 3) — 8:25.70 (→ 5:a, gick vidare som tredje snabbaste förlorare)
  - Final — 8:38.63 (→ 13:e)

Herrarnas tiokamp
- Mário Anibal — 8136 poäng (→ 12:a)

| Gren     | 100m  | Längd | Kula  | Höjd | 400m  | 110m h | Diskus | Stav | Spjut | 1500m   | Totalt |
| -------- | ----- | ----- | ----- | ---- | ----- | ------ | ------ | ---- | ----- | ------- | ------ |
| Resultat | 10.97 | 6,90  | 15,39 | 2,03 | 48.71 | 14.71  | 45,01  | 4,90 | 57,51 | 4:32.68 | Totalt |
| Poäng    | 867   | 790   | 814   | 831  | 875   | 885    | 767    | 880  | 700   | 727     | 8136   |
| Rankat   | 16th  | 25th  | 4th   | 11th | 11th  | 17th   | 7th    | 10th | 16th  | 11th    | 12:a   |
Herrarnas släggkastning
- Vitor Costa
  - Kval (Grupp A) — 68,89 (→ 18:e, gick inte vidare)

| 1     | 2     | 3     | Resultat |
| ----- | ----- | ----- | -------- |
| 67,07 | 68,79 | 68,89 | 68,89    |
Herrarnas längdhopp
- Carlos Calado
  - Kval (grupp B) — 8,04 (→ 4:a, gick vidare som 4:e snabbaste förlorare)

| 1    | 2    | 3    | Resultat |
| ---- | ---- | ---- | -------- |
| 8,04 | 7,98 | 7,96 | 8,04     |
- - Final — 7,94 (→ 10:a)

| 1    | 2    | 3    | Resultat |
| ---- | ---- | ---- | -------- |
| 7,94 | 7,85 | 7,77 | 7,94     |
Herrarnas stavhopp
- João André
  - Kval (Grupp B) — 5,40 (→ 16:e, gick inte vidare)

| 5,25 | 5,40 | 5,55 | 5,65 | 5,70 | Resultat |
| ---- | ---- | ---- | ---- | ---- | -------- |
| XO   | XO   | XXX  |      |      | 5,40     |
- Nuno Fernandes
  - Kval (Grupp A) — 5,25 (→ 15:e, gick inte vidare)

| 5,25 | 5,40 | 5,55 | 5,65 | 5,70 | Resultat |
| ---- | ---- | ---- | ---- | ---- | -------- |
| XXO  | XXX  |      |      |      | 5,25     |
Damernas 1 500 meter
- Carla Sacramento
  - Omgång 1 (heat 1) — 4:08.41 (→ 5:a)
  - Semifinal 2 — 4:07.65 (→ 5:a)
  - Final — 4:11.15 (→ 10:a)

Damernas 10 000 meter
- Ana Dias
  - Omgång 1 (heat 2) — 33:21.69 (→ 12:a, gick inte vidare)
- Fernanda Ribeiro
  - Omgång 1 (heat 1) — 32:06.43 (→ 3:a)
  - Final — 30:22.88 (→  Brons)

Damernas maraton
- Manuela Machado
  - Final — 2:32:29 (→ 21:a)

Damernas 20 kilometer gång
- Susana Feitor
  - Final — 1:33:53 (→ 14:e)

Damernas diskuskastning
- Teresa Machado
  - Kval (Grupp B) — 55,86 (→ 13:e, gick vidare på domarbeslut)

| 1 | 2 | 3     | Result |
| - | - | ----- | ------ |
| X | X | 55,86 | 55,86  |
- - Final — 59,50 (→ 11:a)

| 1     | 2     | 3     | Resultat |
| ----- | ----- | ----- | -------- |
| 54,48 | 59,50 | 56,84 | 59,50    |

## Fäktning
Herrarnas florett
- João Gomes — 12:a
  - 32-delsfinal — Bye
  - Sextondelsfinal — Michael Ludwig (AUT) (→ vann med 15-12)
  - Åttondelsfinal — Ralf Bissdorf (GER) (→ förlorade med 15-11, gick inte vidare)

## Judo
Herrarnas halv lättvikt (-66 kg)
- Pedro Caravana

Pool B
- - Omgång 1 — Ludwing Ortiz Flores (VEN) (→ vann med yuko)
  - Omgång 2 — Giorgi Vazagashvili (GEO) (→ förlorade med ippon, gick inte vidare)

Herrarnas lättvikt (-73 kg)
- Michel Almeida — 7th

Pool A
- - Omgång 1 — Eduardo Magles (VEN) (→ vann med double waza-ari (=ippon))
  - Omgång 2 — Miklos Illyes (HUN) (→ vann med hansoku-make)
  - Omgång 3 — Tiago Camilo (BRA) (→ förlorade med waza-ari)

Återkval A
- - Omgång 1 — Bye
  - Omgång 2 — Noureddine Yagoubi (ALG) (→ won med koka)
  - Omgång 3 — Jimmy Pedro (USA) (→ förlorade med ippon)

Herrarnas halv mellanvikt (-81 kg)
- Nuno Delgado —  Brons

Pool B
- - Inledande omgång — Thierry Vatrican (MON) (→ vann med hansoku-make)
  - Omgång 1 — Francesco Lepre (ITA) (→ vann med koka)
  - Omgång 2 — Daniel Kelly (AUS) (→ vann med ippon)
  - Omgång 3 — Kazem Sarikhani (IRI) (→ vann med ippon)
  - Semifinal — In-Chul Cho (KOR) (→ förlorade med waza-ari)

Återkval B
- - Omgång 1 — Bye
  - Omgång 2 — Bye
  - Omgång 3 — Bye
  - Bronsmatch — Álvaro Paseyro (URU) (→ vann med hansoku-make)

Herrarnas halv tungvikt (-100 kg)
- Pedro Soares

Pool A
- - Omgång 1 — Bassel Elgharbawy (EGY) (→ vann med koka)
  - Omgång 2 — Nicolas Gill (CAN) (→ förlorade med dubbel keikoku)

Återkval A
- - Omgång 1 — Ben Sonnemans (NED) (→ förlorade med waza-ari, gick inte vidare)

Damernas lättvikt (-57 kg)
- Filipa Cavalleri

Pool B
- - Omgång 1 — Cinzia Cavazzuti (ITA) (→ förlorade med yuko, gick inte vidare)

Damernas halv tungvikt (-78 kg)
- Sandra Godinho

Pool B
- - Omgång 1 — Edinanci Silva (BRA) (→ förlorade med dubbel keikoku, gick inte vidare)

## Kanotsport
Slalom
Damernas K-1 slalom
- Florence Ferreira Fernandes
  - Kvalomgång — 389,75 (→ 20:e, gick inte vidare)

| Åk 1    | Åk 1   | Åk 1   | Åk 2    | Åk 2   | Åk 2   | Resultat |
| Tid (s) | Straff | Totalt | Tid (s) | Straff | Totalt | Resultat |
| ------- | ------ | ------ | ------- | ------ | ------ | -------- |
| 171,65  | 56,00  | 227,65 | 160,10  | 2,00   | 162,10 | 389,75   |

## Ridsport
Individuell dressyr
- Daniel Pinto
  - Kval — 1632 poäng, 65,28% (→ 27:e plats, gick inte vidare)

## Segling
Mistral
- João Rodrigues — 129 poäng (→ 18:e)

| Lopp      | 1   | 2    | 3         | 4   | 5   | 6    | 7    | 8    | 9    | 10  | 11   | Total | Netto |
| --------- | --- | ---- | --------- | --- | --- | ---- | ---- | ---- | ---- | --- | ---- | ----- | ----- |
| Placering | 9:e | 25:e | Tjuvstart | 7:e | 3:a | 20:e | 28:e | 19:e | 15:e | 7:e | 23:a | Total | Netto |
| Poäng     | 9   | 25   | 37        | 7   | 3   | 20   | 28   | 19   | 15   | 7   | 23   | 194   | 129   |
470
- Álvaro Marinho (skipper) och Miguel Nunes — 67 poäng (→ 5:e)

| Lopp      | 1   | 2   | 3   | 4   | 5   | 6   | 7   | 8    | 9    | 10   | 11   | Total | Netto |
| --------- | --- | --- | --- | --- | --- | --- | --- | ---- | ---- | ---- | ---- | ----- | ----- |
| Placering | 1:a | 4:e | 6:e | 7:e | 5:e | 9:e | 5:e | 15:e | 25:e | 15:e | 16:e | Total | Netto |
| Poäng     | 1   | 4   | 6   | 7   | 5   | 9   | 5   | 15   | 25   | 15   | 16   | 108   | 67    |
Europajolle
- Joana Pratas — 141 poäng (→ 21:a)

| Lopp      | 1   | 2    | 3    | 4    | 5    | 6    | 7    | 8    | 9    | 10   | 11   | Total | Netto |
| --------- | --- | ---- | ---- | ---- | ---- | ---- | ---- | ---- | ---- | ---- | ---- | ----- | ----- |
| Placering | 9:e | 20:e | 21:a | 24:e | 11:e | 14:e | 16:e | 20:e | 19:e | 15:e | 17:e | Total | Netto |
| Poäng     | 9   | 20   | 21   | 24   | 11   | 14   | 16   | 20   | 19   | 15   | 17   | 186   | 141   |
Laser
- Gustavo Lima — 83 poäng (→ 6:e)

| Lopp      | 1   | 2    | 3   | 4   | 5   | 6    | 7    | 8   | 9         | 10   | 11   | Total | Netto |
| --------- | --- | ---- | --- | --- | --- | ---- | ---- | --- | --------- | ---- | ---- | ----- | ----- |
| Placering | 6:e | 22:a | 4:e | 2:a | 3:a | 18:e | 11:e | 7:e | Tjuvstart | 10:e | 34:e | Total | Netto |
| Poäng     | 6   | 22   | 4   | 2   | 3   | 18   | 11   | 7   | 44        | 10   | 34   | 161   | 83    |
Tornado
- Hugo Rocha (skipper) och Nuno Barreto — 122 poäng (→ 16:e)

| Lopp      | 1    | 2    | 3    | 4    | 5    | 6    | 7         | 8         | 9    | 10  | 11   | Totalt | Nettoto |
| --------- | ---- | ---- | ---- | ---- | ---- | ---- | --------- | --------- | ---- | --- | ---- | ------ | ------- |
| Placering | 13:e | 14:e | 15:e | 13:e | 15:e | 16:e | Tjuvstart | Tjuvstart | 14:e | 9:e | 13:e | Totalt | Nettoto |
| Poäng     | 13   | 14   | 15   | 13   | 15   | 16   | 17        | 17        | 14   | 9   | 13   | 156    | 122     |
49er
- Afonso Domingos (skipper) och Diogo Cayolla — 93 poäng (→ 7:e)

| Lopp      | 1   | 2    | 3   | 4   | 5   | 6    | 7   | 8   | 9    | 10   | 11  | 12  | 13  | 14   | 15  | 16  | Total | Netto |
| --------- | --- | ---- | --- | --- | --- | ---- | --- | --- | ---- | ---- | --- | --- | --- | ---- | --- | --- | ----- | ----- |
| Placering | 7:e | 13:e | 3:a | 6:e | 8:e | 13:e | 3:a | 4:e | 13:e | 11:e | 8:e | 3:a | 4:e | 11:e | 4:e | 8:e | Total | Netto |
| Poäng     | 7   | 13   | 3   | 6   | 8   | 13   | 3   | 4   | 13   | 11   | 8   | 3   | 4   | 11   | 4   | 8   | 119   | 93    |

## Tennis
Herrdubbel
- Bernardo Mota och Nuno Marques
  - Omgång 1 — Mark Knowles och Mark Merklein (BAH) (→ lost by 6-7, 6-4, 7-5 – gick inte vidare)